# Tonicella lineata
Tonicella lineata es una especie de moluscos que habita en las profundidades del mar.